# Campo di Chinguetti
Il campo di Chinguetti è un giacimento di petrolio al largo della Mauritania scoperto dall'azienda Australiana Woodside nel 2001. Prende il suo nome dalla omonima città storica della Mauritania.
Relativamente modesto in grandezza (poco più di 100 milioni di barili), questo giacimento, di cui la produzione al ritmo di 75 000 barili/giorno deve cominciare all'inizio del 2006, è importante perché è la prima scoperta di un giacimento sfruttabile commercialmente nel paese. aprendo una nuova stagione di esplorazione petrolifera offshore in profondità.
Un giacimento più piccolo, Tevet, è stato scoperto nelle vicinanze e sarà sfruttato dalla stessa piattaforma.